# Casa reale di Windsor
Casato di Windsor (House of Windsor) è il nome della casa reale del Regno Unito di Gran Bretagna e Irlanda del Nord e degli altri reami del Commonwealth dal 1917. Il nome del casato sarebbe in realtà Sassonia-Coburgo e Gotha, ma è stato sostituito con Windsor per ordine in Consiglio del re Giorgio V.
Il casato Sassonia-Coburgo-Gotha nasce con re Edoardo VII, padre di Giorgio V e figlio della regina Vittoria del Casato di Hannover e del principe Alberto di Sassonia-Coburgo-Gotha. Giorgio V decide di cambiare il nome in Windsor senza cambio di casato.

## Storia
In precedenza la Casa reale di Windsor era conosciuta come casato di Sassonia-Coburgo-Gotha (in inglese Saxe-Coburg and Gotha). Il nome tedesco proveniva dal matrimonio, avvenuto nel febbraio 1840, fra la regina Vittoria, del casato di Hannover, e il principe Alberto, figlio di Ernesto I, duca di Sassonia-Coburgo-Gotha. Sassonia-Coburgo-Gotha, non era il cognome personale del principe consorte, ma il territorio governato dalla sua famiglia; la casata invece si chiamava Wettin.

### Windsor

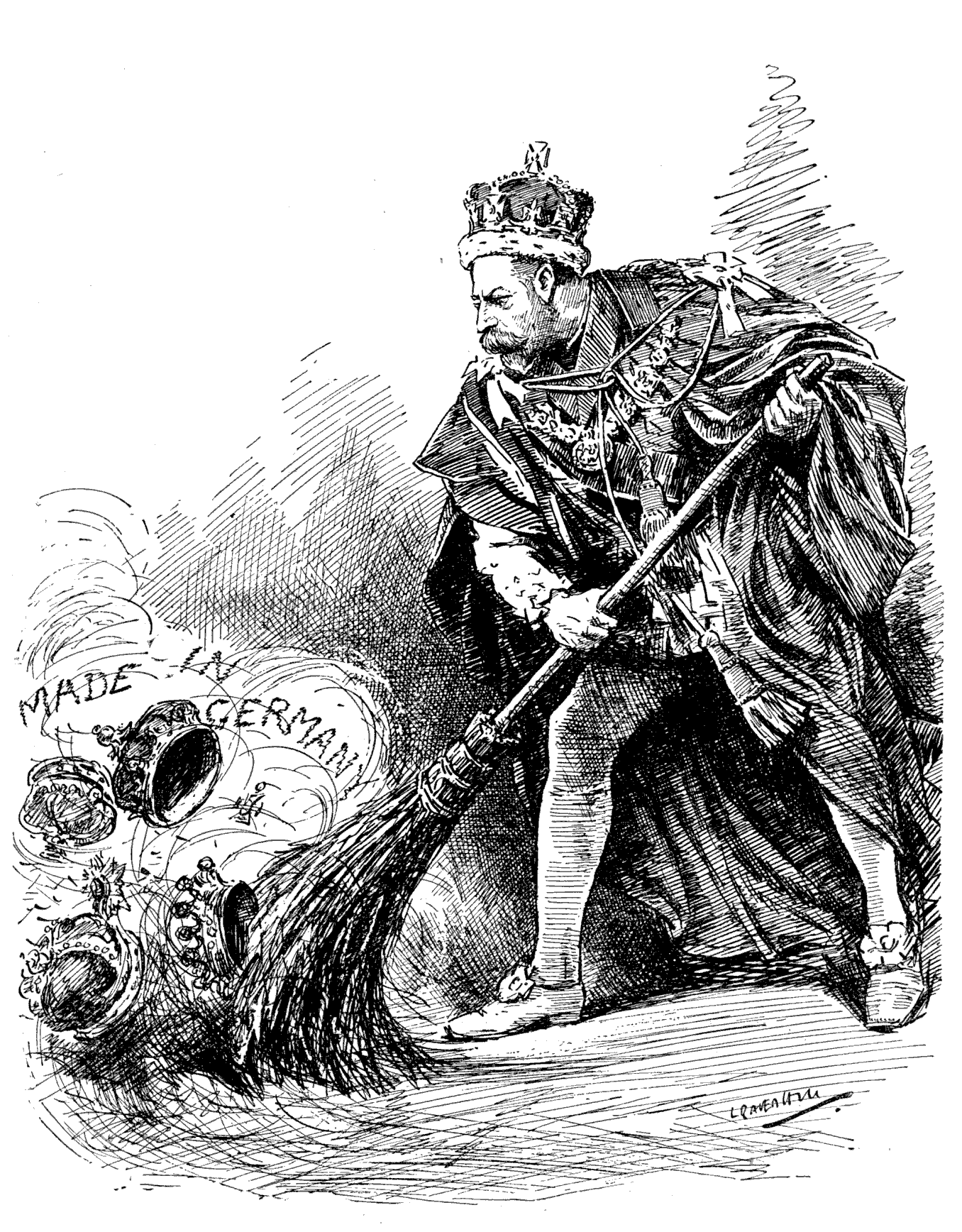
"A Good riddance".
----
Vignetta dal "Punch magazine Vol. 152" del 27 giugno 1917, che ritrae il re Giorgio V nell'atto di ripudiare il "Made in Germany"

Durante la prima guerra mondiale, i sentimenti antitedeschi presenti nella popolazione britannica spinsero il re Giorgio V a mutare nel 1917, tramite un ordine in Consiglio, il nome della famiglia reale, sostituendo le denominazioni di chiara provenienza tedesca con altre identificabili con la lingua inglese. Il nome "Sassonia-Coburgo-Gotha" venne cambiato in "Windsor"; Giorgio V aveva scelto il nuovo nome ispirandosi alla cittadina di Windsor ed alla torre circolare del castello di Windsor fatta costruire da Enrico II Plantageneto, da secoli centro della monarchia britannica.
L'ultimo imperatore tedesco Guglielmo II, cugino di Giorgio V, si offese e rese nota la sua irritazione con una battuta: disse infatti di avere intenzione di vedere l'opera di Shakespeare "Le allegre comari di Sassonia-Coburgo-Gotha" invece di Le allegre comari di Windsor.
L'ordine di cambiare il nome della casata riguardava solo i discendenti di re Edoardo VII (padre di Giorgio V e unico Sovrano britannico a portare il nome "Sassonia-Coburgo-Gotha") nella linea maschile, ma non necessariamente alle discendenti femminili. Nell'aprile 1952, due mesi dopo la sua ascesa al trono, la regina Elisabetta II pose fine alla confusione sul nome dinastico quando dichiarò al Consiglio della Corona la "volontà e gradimento che io e i miei figli dobbiamo essere designati e conosciuti come casa e famiglia Windsor, e che i miei discendenti che si sposano, e i loro discendenti, debbano portare il nome Windsor".

### Mountbatten-Windsor
Successivamente, l'8 febbraio 1960, per rendere onore al proprio marito, il duca di Edimburgo Filippo, la regina emanò un altro ordine in consiglio, confermando che lei e i suoi quattro figli sarebbero stati noti come casa e famiglia di Windsor e che i suoi altri discendenti di linea maschile (eccetto quelli che sono altezze reali, principi o principesse) avrebbero preso il nome Mountbatten-Windsor.
Qualsiasi futuro sovrano britannico può cambiare il nome della dinastia se lo desidera, emanando un altro Ordine in consiglio che annulli quelli di Giorgio V e di Elisabetta II; ad esempio l'attuale re Carlo III potrebbe decidere di cambiare il nome della casa reale in "Mountbatten" in onore del padre e dello zio Louis Mountbatten.

### Windsor e Regno Unito
Il regno di re Giorgio V ebbe inizio nel 1910 sotto la casa di Sassonia-Coburgo-Gotha e si concluse nel 1936 sotto quella di Windsor.
Lo Stato Libero d'Irlanda lasciò il Regno Unito nel 1922, ma il nome effettivo del regno non fu cambiato fino al 1927, quando re Giorgio V assunse il titolo di "Re di Gran Bretagna, d'Irlanda e degli altri Domini britannici d'oltremare".
Nei decenni che seguirono il 1927 il Sovrano del Regno Unito assunse anche il titolo di re di alcuni reami del Commonwealth, ovvero di quei paesi che man mano acquisivano indipendenza (Australia, Canada, Stato Libero d'Irlanda, Nuova Zelanda, Unione Sudafricana e così via). Fino al 1901 il Sovrano britannico regnava su tutto l'Impero britannico semplicemente con il titolo di "Re/Regina del Regno Unito di Gran Bretagna e Irlanda", quando le varie colonie diventarono paesi indipendenti, invece, assunse il titolo reale di ogni Stato specifico. Inoltre, è da specificare che dal 1876 al 1948 il Sovrano britannico deteneva anche il titolo di "Imperatore/Imperatrice d'India".

## Sovrani della casata Windsor
| Immagine | Nome          | Inizio regno     | Fine regno       | Note |
| -------- | ------------- | ---------------- | ---------------- | --- |
|          | Giorgio V     | 6 maggio 1910    | 20 gennaio 1936  | Figlio di re Edoardo VII (dinastia di Sassonia-Coburgo-Gotha). Cambia il nome della casata in "Windsor" nel 1917. |
|          | Edoardo VIII  | 20 gennaio 1936  | 11 dicembre 1936 | Primo figlio di re Giorgio V; abdicò.                                                                             |
|          | Giorgio VI    | 11 dicembre 1936 | 6 febbraio 1952  | Secondo figlio di re Giorgio V e fratello di re Edoardo VIII.                                                     |
|          | Elisabetta II | 6 febbraio 1952  | 8 settembre 2022 | Figlia di re Giorgio VI.                                                                                          |
|          | Carlo III     | 8 settembre 2022 | In carica        | Figlio della regina Elisabetta II.                                                                                |

## Tavola genealogica
| Giorgio V - *1865 †1936 ⚭ Maria di Teck - *1867 †1953 |  | |  |                                                                                                |
|                                                       |  | Edoardo VIII - *1894 †1972 ⚭ Wallis Simpson - *1896 †1986                                                        |  |                                                                                                |
|                                                       |  | |  |                                                                                                |
|                                                       |  | Giorgio VI - *1895 †1952 ⚭ Elizabeth Bowes-Lyon - *1900 †2002                                                    |  |                                                                                                |
|                                                       |  | |  |                                                                                                |
|                                                       |  | |  | Elisabetta II - *1926 †2022 ⚭ Filippo di Edimburgo - *1921 †2021                               |
|                                                       |  | |  |                                                                                                |
|                                                       |  | |  | Carlo III - *1948 1 ⚭ Diana Spencer- *1961 †1997 2 ⚭ Camilla Shand - *1947                     |
|                                                       |  | |  |                                                                                                |
|                                                       |  | |  | 1 William - *1982 ⚭ Catherine Middleton - *1982                                                |
|                                                       |  | |  |                                                                                                |
|                                                       |  | |  | George - *2013                                                                                 |
|                                                       |  | |  |                                                                                                |
|                                                       |  | Charlotte - *2015                                                                                                |  |                                                                                                |
|                                                       |  | |  |                                                                                                |
|                                                       |  | Louis - *2018 |  |                                                                                                |
|                                                       |  | |  |                                                                                                |
|                                                       |  | 1 Henry - *1984 ⚭ Meghan Markle - *1981                                                                          |  |                                                                                                |
|                                                       |  | |  |                                                                                                |
|                                                       |  | |  | Archie - *2019                                                                                 |
|                                                       |  | |  |                                                                                                |
|                                                       |  | Lilibet - *2021                                                                                                  |  |                                                                                                |
|                                                       |  | |  |                                                                                                |
|                                                       |  | Anna - *1950 1 ⚭ Mark Phillips- *1948 2 ⚭ Timothy Laurence - *1955                                               |  |                                                                                                |
|                                                       |  | |  |                                                                                                |
|                                                       |  | |  | 1 Peter - *1977 ⚭ Autumn Patricia Kelly- *1978                                                 |
|                                                       |  | |  |                                                                                                |
|                                                       |  | |  | Savannah Anne Kathleen - *2010                                                                 |
|                                                       |  | |  |                                                                                                |
|                                                       |  | Isla Elizabeth - *2012                                                                                           |  |                                                                                                |
|                                                       |  | |  |                                                                                                |
|                                                       |  | 1 Zara - *1981 ⚭ Mike Tindall - *1978                                                                            |  |                                                                                                |
|                                                       |  | |  |                                                                                                |
|                                                       |  | |  | Mia Grace - *2014                                                                              |
|                                                       |  | |  |                                                                                                |
|                                                       |  | Lena Elizabeth - *2018                                                                                           |  |                                                                                                |
|                                                       |  | |  |                                                                                                |
|                                                       |  | Lucas Philip - *2021                                                                                             |  |                                                                                                |
|                                                       |  | |  |                                                                                                |
|                                                       |  | Andrea - *1960 ⚭ Sarah Ferguson - *1959                                                                          |  |                                                                                                |
|                                                       |  | |  |                                                                                                |
|                                                       |  | |  | Beatrice - *1988 ⚭ Edoardo Mapelli Mozzi - *1983                                               |
|                                                       |  | |  |                                                                                                |
|                                                       |  | |  | Sienna Elizabeth - *2021                                                                       |
|                                                       |  | |  |                                                                                                |
|                                                       |  | Athena Elizabeth Rose - *2025                                                                                    |  |                                                                                                |
|                                                       |  | |  |                                                                                                |
|                                                       |  | Eugenia - *1990 ⚭ Jack Brooksbank - *1986                                                                        |  |                                                                                                |
|                                                       |  | |  |                                                                                                |
|                                                       |  | |  | August Philip Hawke - *2021                                                                    |
|                                                       |  | |  |                                                                                                |
|                                                       |  | Ernest George Ronnie - *2023                                                                                     |  |                                                                                                |
|                                                       |  | |  |                                                                                                |
|                                                       |  | Edoardo - *1964 ⚭ Sophie Rhys-Jones - *1965                                                                      |  |                                                                                                |
|                                                       |  | |  |                                                                                                |
|                                                       |  | |  | Louise - *2003                                                                                 |
|                                                       |  | |  |                                                                                                |
|                                                       |  | James - *2007 |  |                                                                                                |
|                                                       |  | |  |                                                                                                |
|                                                       |  | Margaret - *1930 †2002 ⚭ Antony Armstrong-Jones- *1930 †2017                                                     |  |                                                                                                |
|                                                       |  | |  |                                                                                                |
|                                                       |  | |  | David - *1961 ⚭ Serena Stanhope - *1970                                                        |
|                                                       |  | |  |                                                                                                |
|                                                       |  | |  | Charles Patrick Inigo - *1999                                                                  |
|                                                       |  | |  |                                                                                                |
|                                                       |  | Margarita Elizabeth Rose Alleyne - *2002                                                                         |  |                                                                                                |
|                                                       |  | |  |                                                                                                |
|                                                       |  | Sarah - *1964 ⚭ Daniel Chatto - *1957                                                                            |  |                                                                                                |
|                                                       |  | |  |                                                                                                |
|                                                       |  | |  | Samuel David Benedict - *1996                                                                  |
|                                                       |  | |  |                                                                                                |
|                                                       |  | Arthur Robert Nathaniel - *1999                                                                                  |  |                                                                                                |
|                                                       |  | |  |                                                                                                |
|                                                       |  | Mary - *1897 †1965 ⚭ Henry Lascelles - *1882 †1947                                                               |  |                                                                                                |
|                                                       |  | |  |                                                                                                |
|                                                       |  | |  | George - *1923 †2011 1 ⚭ Maria Donata Stein - *1926 †2014 2 ⚭ Elizabeth Tuckwell - *1926 †2018 |
|                                                       |  | |  |                                                                                                |
|                                                       |  | |  | 1 David - *1950 1 ⚭ Margaret Rosalind Messenger - *1948 2 ⚭ Diane Jane Howse - *1956           |
|                                                       |  | |  |                                                                                                |
|                                                       |  | |  | 1 Emily - *1975 ⚭ Matthew Shard - *1975                                                        |
|                                                       |  | |  |                                                                                                |
|                                                       |  | |  | Isaac - *2009                                                                                  |
|                                                       |  | |  |                                                                                                |
|                                                       |  | Ida - *2009 |  |                                                                                                |
|                                                       |  | |  |                                                                                                |
|                                                       |  | Otis - *2011 |  |                                                                                                |
|                                                       |  | |  |                                                                                                |
|                                                       |  | 1 Benjamin George - *1978 ⚭ Carolina Vélez Robledo - *?                                                          |  |                                                                                                |
|                                                       |  | |  |                                                                                                |
|                                                       |  | |  | Mateo - *2013                                                                                  |
|                                                       |  | |  |                                                                                                |
|                                                       |  | 1 Alexander Edgar - *1980 1 conviv. Laleh Yeganegy - *1980 2 ⚭ Annika Reed - *1984                               |  |                                                                                                |
|                                                       |  | |  |                                                                                                |
|                                                       |  | |  | 1 Leo Cyrus Anthony - *2008                                                                    |
|                                                       |  | |  |                                                                                                |
|                                                       |  | 2 Ivy - *2018 |  |                                                                                                |
|                                                       |  | |  |                                                                                                |
|                                                       |  | 1 Edward David - *1982 ⚭ Sophie Cartlidge - *1986                                                                |  |                                                                                                |
|                                                       |  | |  |                                                                                                |
|                                                       |  | |  | Sebastian - *2020                                                                              |
|                                                       |  | |  |                                                                                                |
|                                                       |  | 1 James - *1953 1 ⚭ Frederica Ann Duhrssen - *1954 2 ⚭ Lori Susan Lee - *1954 †2001 3 ⚭ Joy Elias-Rilwan - *1954 |  |                                                                                                |
|                                                       |  | |  |                                                                                                |
|                                                       |  | |  | 1 Sophie Amber - *1973 ⚭ Timothy Pearce - *1955                                                |
|                                                       |  | |  |                                                                                                |
|                                                       |  | |  | Lilianda - *2010                                                                               |
|                                                       |  | |  |                                                                                                |
|                                                       |  | 1 Rowan Nash - *1977                                                                                             |  |                                                                                                |
|                                                       |  | |  |                                                                                                |
|                                                       |  | 2 Tanit - *1981                                                                                                  |  |                                                                                                |
|                                                       |  | |  |                                                                                                |
|                                                       |  | 2 Tewa Ziyane Robert George - *1985 ⚭ Cynthia Ramirez                                                            |  |                                                                                                |
|                                                       |  | |  |                                                                                                |
|                                                       |  | |  | Fran - *2014                                                                                   |
|                                                       |  | |  |                                                                                                |
|                                                       |  | 1 Jeremy - *1955 1 ⚭ Julie Baylis - *1957 2 ⚭ Catherine Isobel Bell - *1964                                      |  |                                                                                                |
|                                                       |  | |  |                                                                                                |
|                                                       |  | |  | 1 Thomas Robert - *1982 ⚭ Laura Bailey - *?                                                    |
|                                                       |  | |  |                                                                                                |
|                                                       |  | 1 Ellen Mary - *1984 ⚭ conviv. Michael G. Hermans - *?                                                           |  |                                                                                                |
|                                                       |  | |  |                                                                                                |
|                                                       |  | |  | Jack Marley - *2016                                                                            |
|                                                       |  | |  |                                                                                                |
|                                                       |  | Penny Moon - *2018                                                                                               |  |                                                                                                |
|                                                       |  | |  |                                                                                                |
|                                                       |  | 1 Amy Rose - *1986 ⚭ conviv. Matthew Michael Bolton - *1990                                                      |  |                                                                                                |
|                                                       |  | |  |                                                                                                |
|                                                       |  | 2 Tallulah Grace - *2005                                                                                         |  |                                                                                                |
|                                                       |  | |  |                                                                                                |
|                                                       |  | 2 Mark Hubert - *1964 1 ⚭ Andrea Kershaw - *1964 2 ⚭ Judith Ann Kilburn - *1958                                  |  |                                                                                                |
|                                                       |  | |  |                                                                                                |
|                                                       |  | |  | 1 Charlotte Patricia - *1996                                                                   |
|                                                       |  | |  |                                                                                                |
|                                                       |  | 1 Imogen Mary - *1998                                                                                            |  |                                                                                                |
|                                                       |  | |  |                                                                                                |
|                                                       |  | 1 Miranda Rose - *2000                                                                                           |  |                                                                                                |
|                                                       |  | |  |                                                                                                |
|                                                       |  | Gerald David - *1924 †1998 1 ⚭ Angela Dowding - *1919 †2007 2 ⚭ Elizabeth Evelyn Collingwood - *1924 †2006       |  |                                                                                                |
|                                                       |  | |  |                                                                                                |
|                                                       |  | |  | 1 Henry Ulick - *1953 1 ⚭ Alexandra Morton - *1953 2 ⚭ Fiona Wilmott (nata Gregson) - *1950    |
|                                                       |  | |  |                                                                                                |
|                                                       |  | |  | 1 Maximilian John Gerald - *1991                                                               |
|                                                       |  | |  |                                                                                                |
|                                                       |  | 1 Martin David - *1962 1 conviv. Carol Anne Douet - *1962 2 ⚭ Charmaine Eccleston - *1962                        |  |                                                                                                |
|                                                       |  | |  |                                                                                                |
|                                                       |  | |  | 1 Georgina Elizabeth - *1988                                                                   |
|                                                       |  | |  |                                                                                                |
|                                                       |  | 2 Alexander Joshua - *2002                                                                                       |  |                                                                                                |
|                                                       |  | |  |                                                                                                |
|                                                       |  | Henry - *1900 †1974 ⚭ Alice Montagu Douglas Scott - *1901 †2004                                                  |  |                                                                                                |
|                                                       |  | |  |                                                                                                |
|                                                       |  | |  | William - *1941 †1972                                                                          |
|                                                       |  | |  |                                                                                                |
|                                                       |  | Richard - *1944 ⚭ Birgitte van Deurs - *1946                                                                     |  |                                                                                                |
|                                                       |  | |  |                                                                                                |
|                                                       |  | |  | Alexander - *1974 ⚭ Claire Alexandra Booth - *1977                                             |
|                                                       |  | |  |                                                                                                |
|                                                       |  | |  | Xan Richard Anders - *2007                                                                     |
|                                                       |  | |  |                                                                                                |
|                                                       |  | Cosima Rose Alexandra - *2010                                                                                    |  |                                                                                                |
|                                                       |  | |  |                                                                                                |
|                                                       |  | Davina - *1977 ⚭ Gary Christie Lewis - *1970                                                                     |  |                                                                                                |
|                                                       |  | |  |                                                                                                |
|                                                       |  | |  | Senna Kowhai - *2010                                                                           |
|                                                       |  | |  |                                                                                                |
|                                                       |  | Tāne Mahuta - *2012                                                                                              |  |                                                                                                |
|                                                       |  | |  |                                                                                                |
|                                                       |  | Rose - *1980 ⚭ George Gilman - *1978                                                                             |  |                                                                                                |
|                                                       |  | |  |                                                                                                |
|                                                       |  | |  | Lyla - *2010                                                                                   |
|                                                       |  | |  |                                                                                                |
|                                                       |  | Rufus - *2012 |  |                                                                                                |
|                                                       |  | |  |                                                                                                |
|                                                       |  | George - *1902 †1942 ⚭ Marina di Grecia - *1906 †1968                                                            |  |                                                                                                |
|                                                       |  | |  |                                                                                                |
|                                                       |  | |  | Edward - *1935 ⚭ Katharine Worsley - *1933                                                     |
|                                                       |  | |  |                                                                                                |
|                                                       |  | |  | George - *1962 ⚭ Sylvana Tomaselli - *1957                                                     |
|                                                       |  | |  |                                                                                                |
|                                                       |  | |  | Edward Edmund - *1988                                                                          |
|                                                       |  | |  |                                                                                                |
|                                                       |  | Marina Charlotte - *1992                                                                                         |  |                                                                                                |
|                                                       |  | |  |                                                                                                |
|                                                       |  | Amelia Sophia - *1995                                                                                            |  |                                                                                                |
|                                                       |  | |  |                                                                                                |
|                                                       |  | Helen - *1964 ⚭ Timothy Taylor - *1963                                                                           |  |                                                                                                |
|                                                       |  | |  |                                                                                                |
|                                                       |  | |  | Columbus George Donald - *1994                                                                 |
|                                                       |  | |  |                                                                                                |
|                                                       |  | Cassius Edward - *1996                                                                                           |  |                                                                                                |
|                                                       |  | |  |                                                                                                |
|                                                       |  | Eloise Olivia Katherine - *2003                                                                                  |  |                                                                                                |
|                                                       |  | |  |                                                                                                |
|                                                       |  | Estella Olga Elizabeth - *2004                                                                                   |  |                                                                                                |
|                                                       |  | |  |                                                                                                |
|                                                       |  | Nicholas - *1970 ⚭ Paola Doimi de Lupis di Frankopan - *1969                                                     |  |                                                                                                |
|                                                       |  | |  |                                                                                                |
|                                                       |  | |  | Albert Louis Philip Edward - *2007                                                             |
|                                                       |  | |  |                                                                                                |
|                                                       |  | Leopold Ernest Augustus Guelph - *2009                                                                           |  |                                                                                                |
|                                                       |  | |  |                                                                                                |
|                                                       |  | Louis Arthur Nicholas Felix - *2014                                                                              |  |                                                                                                |
|                                                       |  | |  |                                                                                                |
|                                                       |  | Patrick - *1977 †1977                                                                                            |  |                                                                                                |
|                                                       |  | |  |                                                                                                |
|                                                       |  | Alexandra - *1936 ⚭ Angus Ogilvy - *1928 †2004                                                                   |  |                                                                                                |
|                                                       |  | |  |                                                                                                |
|                                                       |  | |  | James Robert Bruce - *1964 ⚭ Julia Caroline Rawlinson - *1964                                  |
|                                                       |  | |  |                                                                                                |
|                                                       |  | |  | Flora Alexandra - *1994 ⚭ Timothy Vesterberg - *1993                                           |
|                                                       |  | |  |                                                                                                |
|                                                       |  | Alexander Charles - *1996                                                                                        |  |                                                                                                |
|                                                       |  | |  |                                                                                                |
|                                                       |  | Marina Victoria Alexandra - *1966 ⚭ Paul Julian Mowatt - *1962                                                   |  |                                                                                                |
|                                                       |  | |  |                                                                                                |
|                                                       |  | |  | Zenouska Mowatt - *1990                                                                        |
|                                                       |  | |  |                                                                                                |
|                                                       |  | Christian - *1993                                                                                                |  |                                                                                                |
|                                                       |  | |  |                                                                                                |
|                                                       |  | Michael - *1942 ⚭ Marie Christine von Reibnitz - *1945                                                           |  |                                                                                                |
|                                                       |  | |  |                                                                                                |
|                                                       |  | |  | Frederick - *1979 ⚭ Sophie Winkleman - *1980                                                   |
|                                                       |  | |  |                                                                                                |
|                                                       |  | |  | Maud Elizabeth - *2013                                                                         |
|                                                       |  | |  |                                                                                                |
|                                                       |  | Isabella Alexandra May - *2016                                                                                   |  |                                                                                                |
|                                                       |  | |  |                                                                                                |
|                                                       |  | Gabriella - *1981 ⚭ Thomas Henry Robin Kingston - *1978                                                          |  |                                                                                                |
|                                                       |  | |  |                                                                                                |
|                                                       |  | John - *1905 †1919                                                                                               |  |                                                                                                |
|                                                       |  | |  |                                                                                                |